# Muschel Verlag
Der Muschel Verlag ist ein deutscher Literaturverlag mit Sitz in Kreuzlingen in der Schweiz (seit 2006), der im Jahr 2002 von dem Schriftsteller und Fernsehautor Laabs Kowalski in Köln gegründet worden ist. Er firmiert unter dem Motto „Verlag für Literatur, Satire und höheren Blödsinn“. Mit der Veröffentlichung dreier Erwachsenenromane der etablierten Autorin Gudrun Pausewang ließ er den Status des Kleinverlags bald hinter sich und machte sich als Entdecker noch unbekannter Talente wie etwa Katinka Buddenkotte einen Namen, deren erzählerisches Debüt "Ich hatte sie alle" ein ausgesprochener Bestseller wurde und der erste Verlagstitel war, der im Juli 2008 bei einem bekannten Internet-Anbieter auf Platz 1 in dessen Ranking-Liste stand. Zu den weiteren Autoren des Verlages zählen Dagmar Schönleber und Christian Bartel. Darüber hinaus publiziert der Verlag Bücher zu TV-Sendungen sowie Titel, die auf dem deutschen Buchmarkt lange nicht erhältlich waren. Im April 2009 startete mit Ödön von Horváths Roman "36 Stunden" zudem die Reihe "Kleine Weltbibliothek der großen Erzähler".